# اوروپ (افغانستان)
اوروپ (به لاتین: Urup) یک منطقهٔ مسکونی در افغانستان است که در ولایت بدخشان واقع شده‌است.